# Coussegrey
Coussegrey – miejscowość i gmina we Francji, w regionie Grand Est, w departamencie Aube.
Według danych na rok 1990 gminę zamieszkiwało 189 osób, a gęstość zaludnienia wynosiła 12 osób/km².

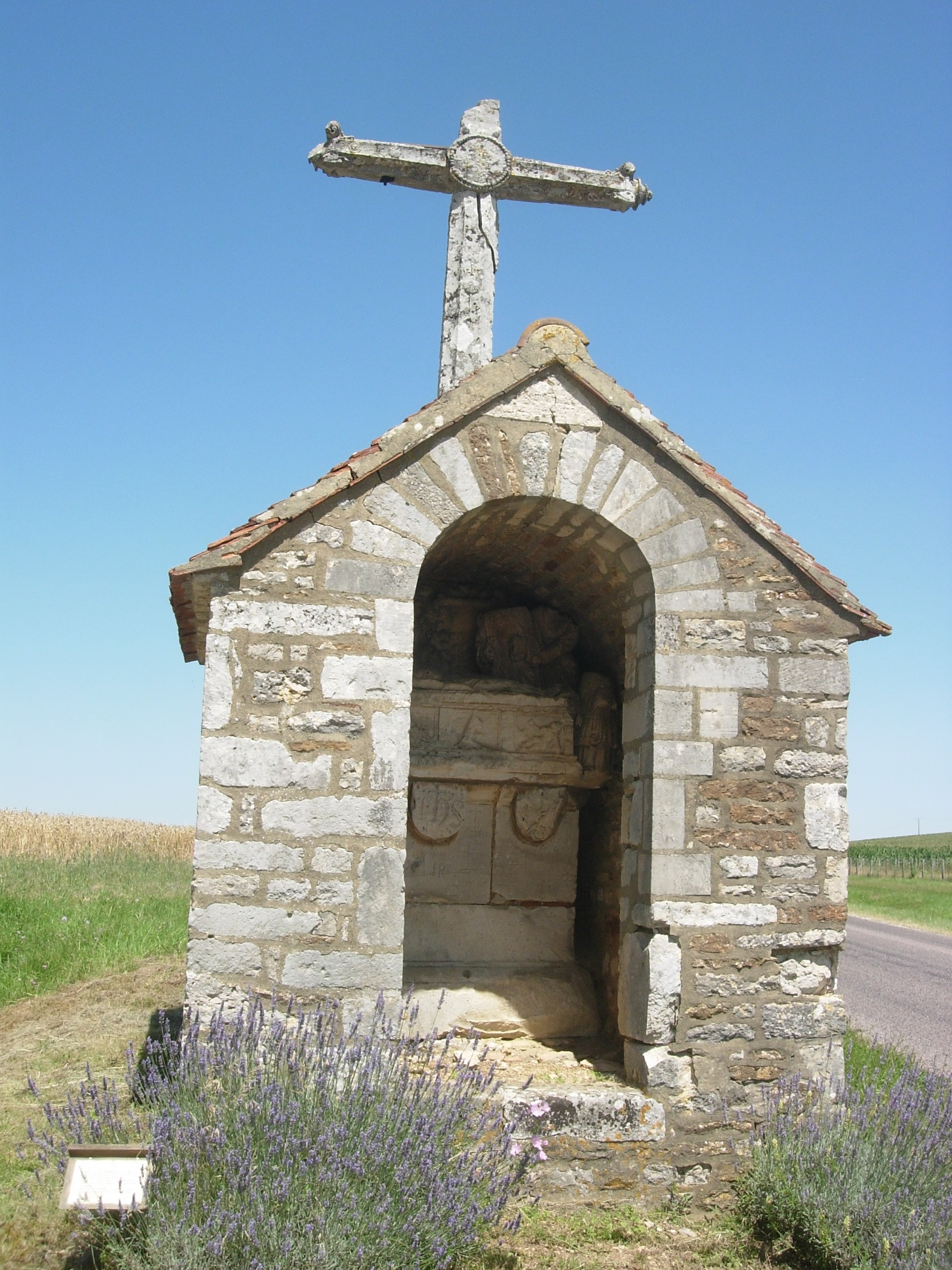
Kapliczka w Coussegrey, 2011